# Trouville-sur-Mer (tổng)
Tổng Trouville-sur-Mer là một tổng thuộc tỉnh Calvados trong vùng Normandie.
Tổng này được tổ chức xung quanh Trouville-sur-Mer ở quận Lisieux. Độ cao khu vực này dao động từ 0 m (Deauville) đến 149 m (Touques) với độ cao trung bình 34 m.

## Hành chính
| Giai đoạn     | Ủy viên         | Đảng | Tư cách                                                              |
| ------------- | --------------- | ---- | -------------------------------------------------------------------- |
| 1976 - 1991   | Michel d'Ornano | UDF  | Chủ tịch Tổng hội đồng Calvados                                      |
| 1991 - actuel | Anne d'Ornano   | DVD  | Chủ tịch Tổng hội đồng Calvados, Thị trưởng Deauville de 1977 à 2001 |

## Các đơn vị trực thuộc
Tổng Trouville-sur-Mer gồm 9 xã với dân số 19 866 người (điều tra dân số năm 1999, dân số không tính trùng)
| Xã                 | Dân số | Mã bưu chính | Mã insee |
| ------------------ | ------ | ------------ | -------- |
| Benerville-sur-Mer | 505    | 14910        | 14059    |
| Blonville-sur-Mer  | 1 341  | 14910        | 14079    |
| Deauville          | 4 364  | 14800        | 14220    |
| Saint-Arnoult      | 903    | 14800        | 14557    |
| Touques            | 3 500  | 14800        | 14699    |
| Tourgéville        | 848    | 14800        | 14701    |
| Trouville-sur-Mer  | 5 411  | 14360        | 14715    |
| Villers-sur-Mer    | 2 318  | 14640        | 14754    |
| Villerville        | 676    | 14113        | 14755    |

## Biến động dân số
| 1962                                                     | 1968   | 1975   | 1982   | 1990   | 1999   |
| -------------------------------------------------------- | ------ | ------ | ------ | ------ | ------ |
| 17 130                                                   | 17 950 | 18 665 | 18 191 | 18 612 | 19 866 |
| Nombre retenu à partir de 1962 : dân số không tính trùng |        |        |        |        |        |